# Erdőkürt
Erdőkürt (slowakisch Kirť) ist eine ungarische Gemeinde im Kreis Pásztó im Komitat Nógrád. 28,5 Prozent der Bewohner gehören der slowakischen Volksgruppe an.

## Geografische Lage
Erdőkürt liegt 24 Kilometer südwestlich der Kreisstadt Pásztó an dem Fluss Céklás-völgyi-patak. Nachbargemeinden sind Acsa, Kálló und Vanyarc.

## Geschichte
Im Jahr 1907 gab es in der damaligen Kleingemeinde 113 Häuser und 825 Einwohner auf einer Fläche von 3772 Katastraljochen. Sie gehörte zu dieser Zeit zum Bezirk Szirák im Komitat Nógrád.

## Gemeindepartnerschaften
- Hejőkürt, Ungarn
- Mostová, Slowakei
- Ohrady, Slowakei
- Strekov, Slowakei
- Tiszakürt, Ungarn

## Sehenswürdigkeiten
- Evangelische Kirche, erbaut 1785
- Römisch-katholische Kirche Szentlélek, erbaut 1702

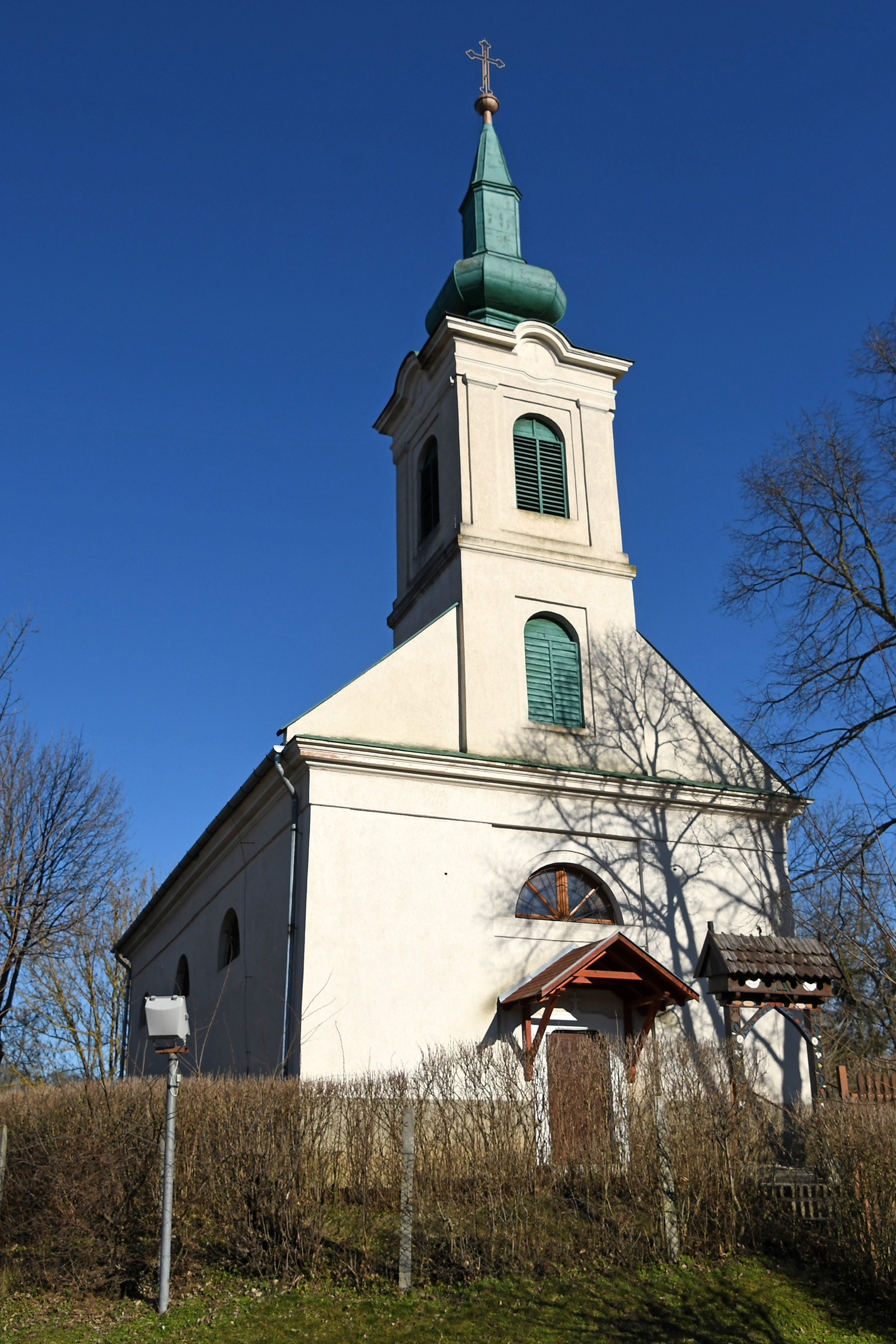
Römisch-katholische Kirche Szentlélek

## Verkehr
Durch Erdőkürt verläuft die Landstraße Nr. 2106. Es bestehen Busverbindungen über Kálló nach Aszód sowie nach Acsa. Der nächstgelegene Bahnhof Acsa-Erdőkürt befindet sich acht Kilometer nordöstlich.